# Ком (посёлок)
Ком — посёлок в Койгородском районе Республики Коми. Административный центр сельского поселения Ком. Численность населения посёлка на 2023 год — 17 человек.

## История
В 1966 году указом Президиума Верховного Совета РСФСР посёлок Комской базы переименован в Ком.

## Население
| 1989 | 2002 | 2010 |
| ---- | ---- | ---- |
| 234  | ↘120 | ↘46  |

## Улицы
| - ул. Лесная, - ул. Молодёжная, | - ул. Новая, - ул. Центральная. |